# Mesochorus iniquus
Mesochorus iniquus là một loài tò vò trong họ Ichneumonidae.